# Peru na Zimowych Igrzyskach Olimpijskich 2010

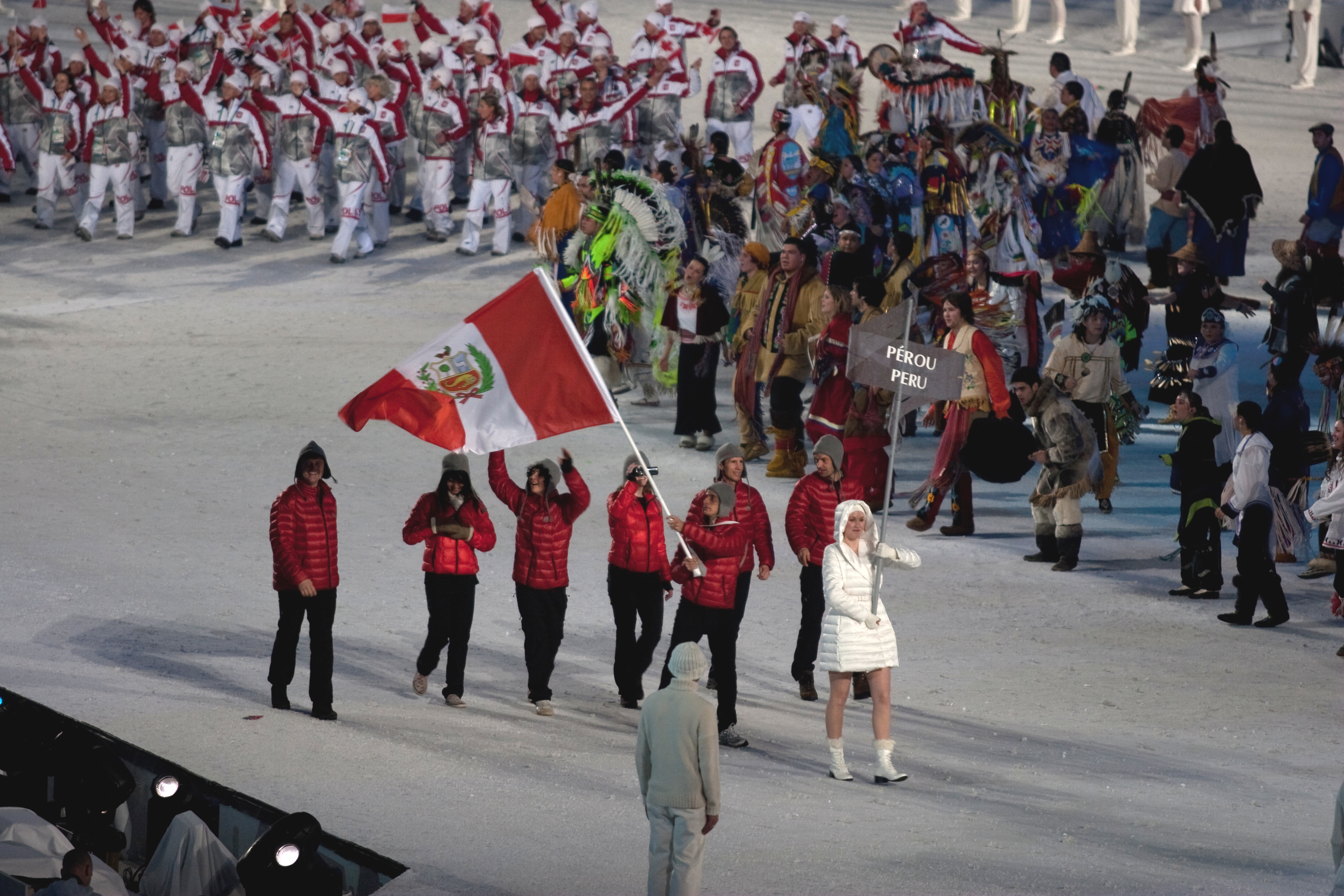
Reprezentacja Peru podczas ceremonii otwarcia igrzysk olimpijskich w Vancouver

Peru na Zimowych Igrzyskach Olimpijskich 2010 – występ kadry sportowców reprezentujących Peru na igrzyskach olimpijskich w Vancouver w 2010 roku.
W kadrze znalazło się troje zawodników – jedna kobiety i dwóch mężczyzn. Reprezentanci Peru wystąpili w pięciu konkurencjach w dwóch dyscyplinach sportowych – biegach narciarskich i narciarstwie alpejskim. Najstarszym zawodnikiem w kadrze był Roberto Carcelén, który w dniu otwarcia igrzysk miał 39 lat i 161 dni, a najmłodszym – Manfred Oettl Reyes, mający 16 lat i 124 dni.
Funkcję chorążego reprezentacji Peru podczas ceremonii otwarcia i zamknięcia igrzysk w Vancouver pełnił biegacz narciarski Roberto Carcelén. Reprezentacja Peru weszła na stadion olimpijski jako 62. w kolejności – pomiędzy ekipami z Pakistanu i Polski.
Był to debiut reprezentacji Peru na zimowych igrzyskach olimpijskich i 19. start olimpijski, wliczając w to letnie występy.

## Skład reprezentacji

### Biegi narciarskie
| Konkurencja                                       | Zawodnik         | Czas    | Strata   | Miejsce |
| ------------------------------------------------- | ---------------- | ------- | -------- | ------- |
| Bieg indywidualny mężczyzn 15 km techniką dowolną | Roberto Carcelén | 45:53,6 | +12:17,3 | 94.     |

### Narciarstwo alpejskie
| Konkurencja            | Zawodnik            | Zjazd 1 | Zjazd 1 | Zjazd 2 | Zjazd 2 | Łącznie | Łącznie |
| Konkurencja            | Zawodnik            | Czas    | Miejsce | Czas    | Miejsce | Czas    | Miejsce |
| ---------------------- | ------------------- | ------- | ------- | ------- | ------- | ------- | ------- |
| Slalom kobiet          | Ornella Oettl Reyes | 59,61   | 57.     | DNF     | DNF     | DNF     | DNF2    |
| Slalom gigant kobiet   | Ornella Oettl Reyes | 1:27,25 | 60.     | DNF     | DNF     | DNF     | DNF2    |
| Slalom mężczyzn        | Manfred Oettl Reyes | DSQ     | DSQ     | NQ      | NQ      | DSQ     | DSQ     |
| Slalom gigant mężczyzn | Manfred Oettl Reyes | 1:29,56 | 76.     | 1:32,49 | 66.     | 3:02,05 | 67.     |